# Coupe de Luxembourg 2019-2020
La Coppa di Lussemburgo 2019-2020 è stata la 95ª edizione della coppa nazionale lussemburghese, iniziata il 4 settembre 2019. Il torneo è stato sospeso definitivamente il 22 aprile 2020 a causa della pandemia di COVID-19 del 2019-2021. L'F91 Dudelange era la squadra campione in carica.

## Formula
Alla coppa prendono parte le squadre delle prime cinque serie. I club della massima divisione entrano nella competizione a partire dal Secondo turno. Tutti i turni si disputano in gare di sola andata.

## Turno preliminare
| Squadra 1             | Risultato | Squadra 2                     |
| --------------------- | --------- | ----------------------------- |
| 4 settembre 2019      |           |                               |
| Wincrange             | 1 − 2     | Clemency                      |
| Heiderscheid/Eschdorf | 1 − 4     | Noertzange HF                 |
| Bourscheid            | 1 − 2     | Olympia Christnach Waldbillig |
| Excelsior Grevels     | 0 − 5     | Folschette                    |

## Primo turno
| Squadra 1                       | Risultato       | Squadra 2             |
| ------------------------------- | --------------- | --------------------- |
| 5 settembre 2019                |                 |                       |
| Résidence Walferdange           | 4 − 2           | Erpeldange 72         |
| 7 settembre 2019                |                 |                       |
| Daring Echternach               | 1 − 0           | Atert Bissen          |
| Vinesca Ehnen                   | 2 − 1           | Orania Vianden        |
| Cebra 01                        | 1 − 2           | Minerva Lintgen       |
| Jeunesse Useldange              | 1 − 7           | Grevenmacher          |
| 8 settembre 2019                |                 |                       |
| Luna Obercorn                   | 0 − 2           | Sanem                 |
| Les Aiglons Dalheim             | 0 − 3           | Sandweiler            |
| Clemency                        | 2 − 6           | Norden 02             |
| Luxembourg-Porto                | 1 − 0           | Sporting Mertzig      |
| Alliance Äischdall              | 2 − 3           | Union 05 Kayl-Tétange |
| Racing Troisvierges             | 1 − 9           | Berdenia Berbourg     |
| Rambrouch                       | 0 − 3           | Union Remich/Bous     |
| Kehlen                          | 4 − 1           | Marisca Miersch       |
| Jeunesse Biwer                  | 0 − 2           | The Belval Belvaux    |
| Blo Weiss Itzig                 | 9 − 1           | Feulen                |
| Olympia Christnach Waldbillig   | 0 − 9           | Koeppchen Wormeldange |
| Kopstal 33                      | 3 − 5 (dts)     | Ell                   |
| Moutfort/Medingen               | 0 − 9           | Lorentzweiler         |
| Munsbach                        | 7 − 2           | Brouch                |
| Folschette                      | 0 − 1           | Avenir Beggen         |
| Pratzerthal-Redange             | 2 − 1 (dts)     | Young Boys Diekirch   |
| Green Boys                      | 3 − 0           | Sporting Bertrange    |
| Les Ardoisiers Perlé            | 2 − 4           | Steinfort             |
| Noertzange HF                   | 4 − 2           | Boevange/Attert       |
| Biekerech                       | 2 − 4           | Red Star Merl         |
| Tricolore Gasperich             | 3 − 1           | Reisdorf              |
| Rupensia Lusitanos - Larochette | 2 − 2 (6-5 dtr) | Colmar-Berg           |
| Claravallis Clervaux            | 1 − 5           | Berdorf-Consdorf      |
| Jeunesse Schieren               | 4 − 0           | Hosingen              |
| Ehlerange                       | 1 − 5           | Schengen              |
| Kischpelt Wilwerwiltz           | 2 − 5           | Red Boys Aspelt       |
| Oberkorn                        | 0 − 2           | Schifflange 95        |
| Jeunesse Gilsdorf               | 1 − 2           | Minière Lasauvage     |
| Syra Mensdorf                   | 3 − 4           | Bettembourg           |
| Bastendorf                      | 5 − 1           | Koerich/Simmern       |
| Schouweiler                     | 1 − 3 (dts)     | Red Black-Egalité     |

## Secondo turno
| Squadra 1                       | Risultato   | Squadra 2                  |
| ------------------------------- | ----------- | -------------------------- |
| 21 settembre 2019               |             |                            |
| Schifflange 95                  | 1 − 5       | Differdange 03             |
| 22 settembre 2019               |             |                            |
| Luxembourg-Porto                | 0 − 7       | Racing Club Luxemburg      |
| Avenir Beggen                   | 0 − 1       | Etzella Ettelbruck         |
| Bastendorf                      | 0 − 2       | Rumelange                  |
| Berdenia Berbourg               | 2 − 3       | Wiltz 71                   |
| Bettembourg                     | 3 − 2 (dts) | Union 05 Kayl-Tétange      |
| Daring Echternach               | 1 − 6       | F91 Dudelange              |
| Munsbach                        | 3 − 6       | Blue Boys Muhlenbach       |
| Noertzange HF                   | 0 − 4       | Jeunesse Esch              |
| Red Black-Egalité               | 1 − 4       | Hostert                    |
| Schengen                        | 4 − 5 (dts) | Blo-Weiss Medernach        |
| Tricolore Gasperich             | 0 − 3       | Rodange 91                 |
| Grevenmacher                    | 1 − 2       | Fola Esch                  |
| Green Boys                      | 2 − 4 (dts) | US Esch                    |
| Jeunesse Schieren               | 1 − 2       | Union Mertert Wasserbillig |
| Kehlen                          | 2 − 1 (dts) | Sanem                      |
| Koeppchen Wormeldange           | 1 − 4       | Käerjeng 97                |
| Minerva Lintgen                 | 0 − 6       | Jeunesse Canach            |
| Minière Lasauvage               | 1 − 6       | Victoria Rosport           |
| Norden 02                       | 0 − 4       | Alisontia Steinsel         |
| Pratzerthal-Redange             | 1 − 5       | Jeunesse Junglinster       |
| Red Boys Aspelt                 | 1 − 3       | UNA Strassen               |
| Red Star Merl                   | 0 − 4       | Mondorf                    |
| Rupensia Lusitanos - Larochette | 2 − 5       | Blo Weiss Itzig            |
| Sandweiler                      | 0 − 4       | Mamer 32                   |
| Ell                             | 0 − 3       | Mondercange                |
| Steinfort                       | 2 − 1       | Yellow Boys                |
| The Belval Belvaux              | 0 − 6       | Swift Hesperange           |
| Union Remich/Bous               | 0 − 2       | Progrès Niedercorn         |
| Vinesca Ehnen                   | 0 − 7       | UT Pétange                 |
| Résidence Walferdange           | 0 − 7       | R.M. Hamm Benfica          |
| Berdorf-Consdorf                | 2 − 3       | Lorentzweiler              |

## Sedicesimi di finale
| Squadra 1                  | Risultato   | Squadra 2            |
| -------------------------- | ----------- | -------------------- |
| 9 novembre 2019            |             |                      |
| Jeunesse Junglinster       | 1 − 2       | Jeunesse Esch        |
| R.M. Hamm Benfica          | 1 − 2       | Swift Hesperange     |
| 10 novembre 2019           |             |                      |
| Bettembourg                | 6 − 0       | Blo-Weiss Medernach  |
| Blo Weiss Itzig            | 2 − 4       | Differdange 03       |
| US Esch                    | 4 − 0       | Käerjeng 97          |
| Jeunesse Canach            | 2 − 0       | Etzella Ettelbruck   |
| Kehlen                     | 1 − 0 (dts) | Mamer 32             |
| Lorentzweiler              | 0 − 5       | Progrès Niedercorn   |
| Union Mertert Wasserbillig | 0 − 2       | F91 Dudelange        |
| Mondercange                | 4 − 0       | Alisontia Steinsel   |
| Racing Club Luxemburg      | 5 − 1       | Hostert              |
| Rodange 91                 | 1 − 3       | Mondorf              |
| Rumelange                  | 0 − 4       | UNA Strassen         |
| Steinfort                  | 0 − 2       | Victoria Rosport     |
| UT Pétange                 | 1 − 2       | Fola Esch            |
| Wiltz 71                   | 2 − 0       | Blue Boys Muhlenbach |

## Ottavi di finale
| Squadra 1             | Risultato       | Squadra 2          |
| --------------------- | --------------- | ------------------ |
| 7 dicembre 2019       |                 |                    |
| F91 Dudelange         | 4 − 1           | Mondorf            |
| Wiltz 71              | 3 − 0           | Jeunesse Esch      |
| 8 dicembre 2019       |                 |                    |
| Bettembourg           | 0 − 3           | Victoria Rosport   |
| Mondercange           | 1 − 1 (4-2 dtr) | Fola Esch          |
| Swift Hesperange      | 5 − 0           | Jeunesse Canach    |
| US Esch               | 0 − 1           | Differdange 03     |
| Racing Club Luxemburg | 5 − 1           | UNA Strassen       |
| Kehlen                | 0 − 3           | Progrès Niedercorn |